# Terme Vigliatore
Terme Vigliatore är en ort och kommun i storstadsregionen Messina, innan 2015 i provinsen Messina, i regionen Sicilien i sydvästra Italien. Kommunen hade 7 359 invånare (2017).